# Maltézský slepičák
Maltézský slepičák, též maltský slepičák, maltézský holub nebo maltézan, je plemeno holuba domácího charakteristické extrémním prošlechtěním tělesných tvarů. Je to velký pták, v plemenné skupině slepičáků je vůbec největší, je velice vysoký, s dlouhým, vzpřímeným krkem, téměř kolmo neseným ocasem, velice krátkým tělem a dlouhýma rovnýma nohama. Je to výhradně okrasné plemeno, které představuje vrchol šlechtitelství a patří z hlediska exteriéru k těm nejnáročnějším plemenům holubů. V první polovině 20. století byl maltézský slepičák v Česku chován v poměrně velkých počtech, pak byl ale vytlačen moderními plemeny slepičáků, zvláště modenou a kingem. Na konci 20. století byli nejdokonalejší maltézští slepičáci chováni v zemích bývalé Jugoslávie. V seznamu plemen EE a v českém vzorníku plemen se řadí do plemenné skupiny slepičáků a to pod číslem 0203.

## Historie
Maltézský slepičák je plemeno staré, prokazatelně existovalo už v roce 1735, kdy ho popsal John Moore a to pod názvem Leghorn runt. Plemena současných slepičáků, včetně slepičáka maltézského, mají prapůvod v severní Itálii, v okolí Florencie, Livorna, Pisy a Modeny. Mezi předky původních slepičáků patří pravděpodobně indický pávík ze zadní Indie, po něm mají slepičáci vztyčený ocas a kdysi se u slepičáků objevoval i třes krku, což je další znak typický pro indická plemena. Navzdory svému názvu nemá maltézský slepičák s Maltou nic společného.
Z Itálie se v polovině 19. století rozšířili do Štýrska a do jižního Německa. V této době existovala vlastně dvě plemena maltézského slepičáka, velký a malý. Malý maltézský slepičák však již vyhynul. Obě plemena byla během 19. století plemeny čistě užitkovými. Začátkem 20. století měl maltézský slepičák spíše nízkou a širokou postavu a jen lehce zdvižený ocas a byl plemenem masným, vhodným k produkci jatečných holoubat.
Současná podoba maltézského slepičáka je výsledkem šlechtění především v Rakousku a Bavorsku, kde se během 20. století jeho další šlechtění zaměřilo na zvyšování postavy a zkracování trupu. To mělo za následek vymizení užitkových vlastností a maltézský holub se stal čistě okrasným plemenem. Přikřížení francouzské bagdety přineslo maltézskému slepičákovi zvětšení tělesného rámce, vysoké nohy, dlouhý jemný krk a ušlechtilou hlavu tvaru tupého klínu.
Plemeno bylo na ještě v první polovině 20. století hojně chováno i v Česku, ale pak bylo vytlačeno jinými plemeny.

## Popis
Maltézský slepičák je čistě okrasné plemeno ušlechtilých tělesných tvarů a statné, pyšné postavy. Je to slepičák vertikálního typu s velmi dlouhým krkem a vysokýma nohama, nejlepší ptáci jsou i přes 40 cm vysocí. Trup je velmi krátký a vodorovně nesený. Při pohledu z boku svislá osa ptáka prochází kolmo nohama a středem těla a vodorovná probíhá středem trupu, to znamená, že celková délka krku by měla odpovídat délce nohou. Hlava je dlouze protáhlá, jemně zaoblená a jen s nevýrazným čelem, zobák je středně dlouhý, silný, s lehce zahnutou špičkou. Ozobí je hladké. Oči jsou hlouběji posazené a jejich duhovka je většinou oranžová, jen u bílých holubů je vikvová. Krk je co nejdelší, slabý, mírně prohnutý s dobře vykrojeným hrdlem a výrazným ohryzkem. Je nesený kolmo. Hruď není ani příliš široká, ani příliš plná. Délka trupu se má co nejvíce přibližovat jeho šířce. Trup je vodorovně nesený a břicho krátké a zaoblené. Křídla jsou velmi krátká, volně přiléhají k tělu, jejich letky jsou vysoko nesené, stočené a před ocasem se kříží. Ocas je u kořene široký, ale směrem ke konci se zužuje, je jen velmi krátký a s hřbetem tvoří pravý úhel. Peří v okolí kloaky a na podocasníku je delší a uvolněné a tvoří zde podušku. Nohy jsou silné, vzpřímené v patním kloubu, lýtka jsou krátce opeřená, běháky velmi dlouhé a neopeřené.
Opeření je poněkud řidší, ale dobře přiléhá. Barva není při hodnocení na výstavách příliš důležitá, důraz je kladen na tělesný rámec a tvar těla. Barvy jsou pokud možno syté a čisté. Maltézský slepičák se chová v rázu bílém, černém, hnědém, hnědě plavém kapratém a pruhovém, modrém kapratém a pruhovém, červeném a žlutém. Dále se mohou vyskytovat holubi s bíle stříkanou hlavou, kteří mohou mít rozety na křídlech.
Maltézský holub je chovatelsky náročným holubem, vhodný do voliérových chovů.